# Tom Matera
Thomas "Tom" Matera (1980) es un luchador profesional estadounidense, más conocido por su nombre en el ring, Thomas Antonio. Es conocido por su paso por World Wrestling Entertainment en la marca RAW siendo parte del equipo The Heart Throbs.

## Carrera

### 2001-2005
Matera hizo su debut a finales de 2001 bajo el nombre de Antonio Tomás, y rápidamente se convirtió en un minstay en el circuito independiente de Nueva Inglaterra. En los próximos años, luchó para varias promociones, incluyendo Nueva Inglaterra Championship Wrestling, Lucha Libre caótico, y el Oriente Wrestling Alliance (EWA).
A principios de 2003, Thomas comenzó a entrenar con Steve Bradley, y comenzó a trabajar para la lucha de Bradley Federation of America (FMA) la promoción. Allí ganó el Campeonato Peso Pesado WFA, y lo sostuvo a lo largo de la mayor parte de 2003-2004.
Thomas entonces empezó a hacer equipo con su amigo de largo plazo Romeo Roselli, que fue la lucha libre como Johnny Heartbreaker, y la pareja formó un equipo llamado The Heartbreakers. El 23 de enero de 2004, derrotó a The Heartbreakers Cueball y McKenna Nick para convertirse en el EWA etiqueta Team Champions.

### World Wrestling Entertainment (2005–2006)
En julio de 2004, Thomas firmó un contrato con la World Wrestling Entertainment (WWE) y fue enviado a la Ohio Valley Wrestling (OVW). En OVW continuó equipo con Heartbreaker, pero no fue hasta febrero de 2005 que fue oficialmente Rompecorazones firmó un contrato con la WWE.
El 18 de abril de 2005, William Regal y Tajiri defendió con éxito el Campeonato Mundial de Tag equipo contra los latidos del corazón debut (Thomas y Heartbreaker, ahora conocido simplemente como Antonio y Romeo, respectivamente). Se llegó a participar en un Tag Team Turmoil partido por el Campeonato del Mundo por equipos en el Backlash 2005 pay-per-view, aunque no tuvieron éxito.
Los latidos del corazón, que han retratado a los talones, sobre todo apareció en el Raw B se presenta, de calor. Ellos tenían corta vida feudos con Eugene y William Regal, Rosey y el huracán, y V-Squared (Val Venis y las vísceras).
Durante el primer episodio de calor en el año 2006 la pareja volvió la cara y comenzó a entretener al público por la unión de dos "chicas calientes" en el ring y hacer que baile.
El 10 de febrero de 2006, WWE anunció que los latidos del corazón habían sido liberados de sus contratos.

## En lucha
- Movimientos finales
  - Broken Promise (Swinging reverse neckbreaker)

- Movimientos de firma
  - Fisherman buster
  - Gutwrench powerbomb

- Con Romeo Roselli
  - Double STO[1]

- Apodos
  - "The Promise"[2]

## Campeonatos y logros
- Not Rated Pro Wrestling
  - XXX Championship (1 vez)

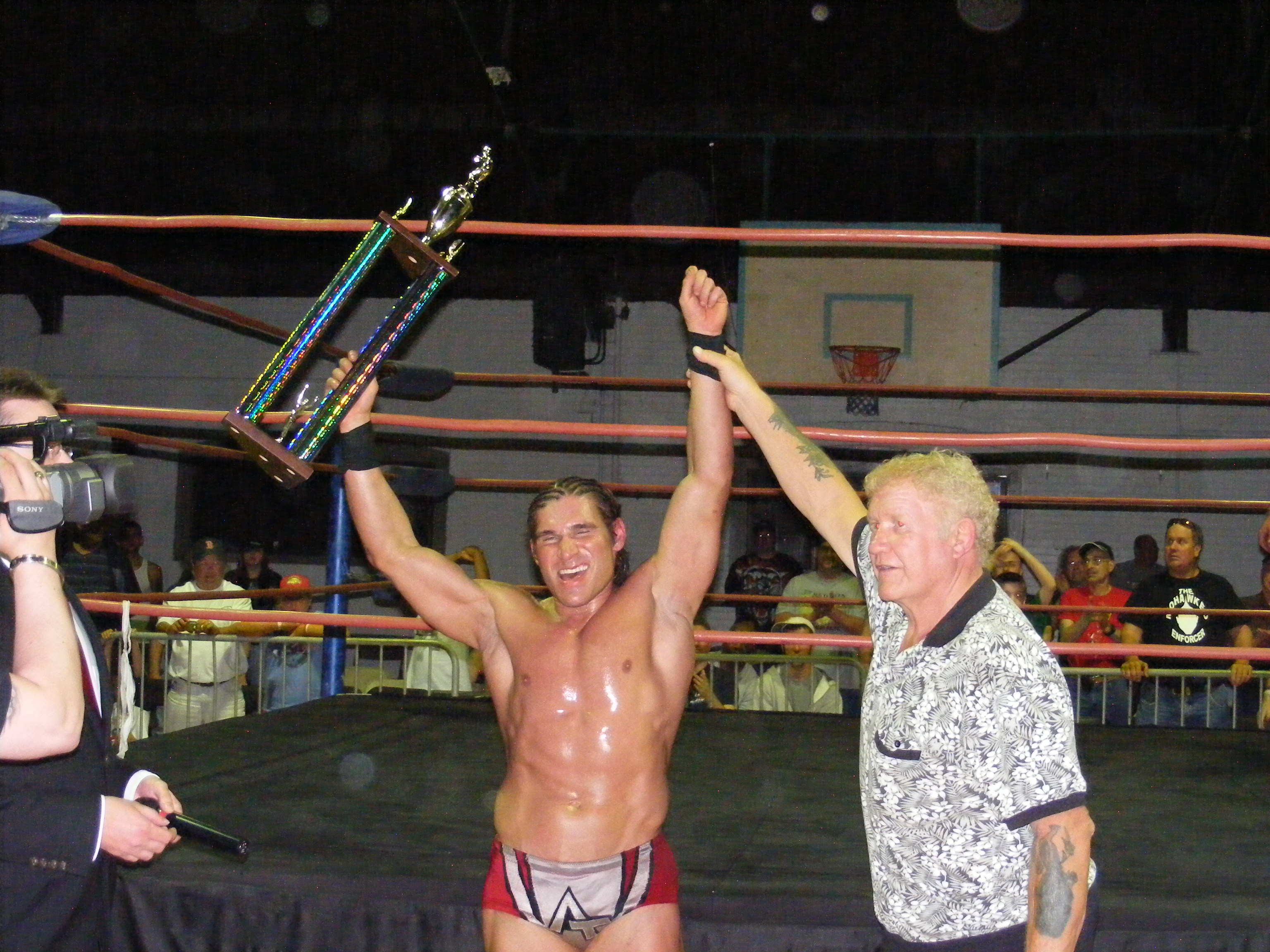
Thomas después de ganar el torneo NECW Iron 8 en mayo de 2009

  - NRPW World Tag Team Championship (1 vez) - con Romeo Roselli

- CyberSpace Wrestling Federation
  - CSWF Tag Team Championship (1 vez)[1]

- Eastern Wrestling Alliance
  - EWA Heavyweight Championship (1 vez)[5]
  - EWA New England Heavyweight Championship (1 vez)[6]
  - EWA Tag Team Championship (1 vez) - con Johnny Heartbreaker[1]

- Green Mountain Wrestling
  - GMW Tag Team Championship (1 vez)[1]

- New England Championship Wrestling
  - NECW Tag Team Championship (vez) - con Chad Storm[1]
  - Iron 8 Tournament (2009)[2]

- No Limit Pro Wrestling
  - NWA Liberty States Heavyweight Championship (1 vez)

- Wrestling Federation of America
  - WFA Heavyweight Championship (1 vez)[2]